# Список жужелиц Бутана
Список жужелиц Бутана включает виды и другие таксоны жуков из семейства Жужелицы, обнаруженные на территории Бутана (из них более шести видов и подвидов являются эндемиками Бутана):

## Nebriinae—Плотинники
- Триба Opisthiini Dupuis, 1912
Род Paropisthius Casey, 1920a
Вид Paropisthius indicus Chaudoir, 1863c[2].
Подвид Paropisthius indicus indicus Chaudoir, 1863c — обитает в Аруначал-Прадеш (Индия), Бутане, Непале, Хизанге (Тибет в Китае), Сиккиме (Индия) и Дарджилинге (Индия)[3].

## Paussinae—Пауссины
- Триба Paussini Latreille, 1807
Подтриба Paussina Latreille, 1807
Род Euplatyrhopalus Desneux, 1905
Вид Euplatyrhopalus vexillifer Westwood, 1874 — обитает в Бутане, Сиккиме (Индия) и Дарджилинге (Индия)[4].
Род Platyrhopalus Westwood, 1833
Вид Platyrhopalus acutidens Westwood, 1833 — обитает в Афганистане, Бутане, Кашмире, Непале, Пакистане и Уттар-Прадеш (Индия)[5].
Род Platyrhopalopsis Desneux, 1905
Подрод Platyrhopalides Wasmann, 1918
Вид Platyrhopalopsis badgleyi Fowler, 1912 — обитает в Бутане, Сиккиме (Индия) и Дарджилинге (Индия)[6].

## Scaritinae—Скариты
- Триба Scaritini Bonelli, 1810
Подтриба Scapterina Putzeys, 1866
Род Parathlibops Basilewsky, 1958
Вид Parathlibops wittmeri Casale, 1980a — обитает в Бутане, Непале, Сиккиме (Индия) и Дарджилинге (Индия)[7].

## Broscinae—Жужелицы-головачи
- Триба Broscini Hope, 1838
Подтриба Broscina Hope, 1838
Род Broscus Panzer, 1813 — Головачи
Вид Broscus costatus Morvan, 1980 — эндемик Бутана[8].
Род Chaetobroscus Semenov, 1900a
Подрод Morvanobroscus Dostal, 1984
Вид Chaetobroscus bhutanensis Morvan, 1980 — эндемик Бутана[9].
Род Eobroscus Kryzhanovskij, 1951
Вид Eobroscus bhutanensis Morvan, 1982 — обитает в Мьянме, Бутане, Сычуани (Китай), Аруначал-Прадеш (Индия), Непале, Вьетнаме[10].

## Trechinae—Трехины
- Триба Bembidiini Stephens, 1827
Подтриба Bembidiina Stephens, 1827
Род Asaphidion Gozis, 1886
Вид Asaphidion championi Andrewes, 1924 — обитает в Бутане, Кашмире, Непале, Пакистане, Сычуани (Китай)[11].
Вид Asaphidion substriatum Andrewes, 1925a — обитает в Бутане, Иране, Непале[12].
Род Amerizus Chaudoir, 1868d
Подрод Tiruka Andrewes, 1935a
Вид Amerizus bhutanensis Morvan, 2004 — эндемик Бутана[13].
Триба Trechini Bonelli, 1810
Подтриба Trechina Bonelli, 1810
Род Bhutanotrechus Ueno, 1977c — эндемик Бутана[14]
Вид Bhutanotrechus reflexicollis Ueno, 1977c — эндемик Бутана[15].
Род Trechus Clairville, 1806
Подрод Trechus Clairville, 1806
Вид Trechus indicus Putzeys, 1870b[16].
Подвид Trechus indicus indicus Putzeys, 1870b — обитает в Бутане, Непале, Сиккиме (Индия), Дарджилинге (Индия) и Уттар-Прадеш (Индия)[17]
Вид Trechus wittmeri Ueno, 1977c — эндемик Бутана[18].
Вид Trechus bhutanicus Ueno, 1977c — эндемик (?) Бутана[19][источник не указан 5411 дней].
Подтриба Perileptina Sloane, 1903
Род Perileptus Schaum, 1860c
Подрод Perileptus Schaum, 1860c
Вид Perileptus cylindriformis Ueno, 1977c — эндемик Бутана[20].

## Cicindelinae—Жуки-скакуны
- Триба Cicindelini Latreille, 1802
Подтриба Cicindelina Latreille, 1802
Род Calomera Motschulsky, 1862b
Вид Calomera chloris Hope, 1831 — обитает в Афганистане, Аруначал-Прадеш (Индия), Бутане, Химачал-Прадеш, Кашмире, Непале, Пакистане, Сиккиме (Индия), Дарджилинге (Индия) и Уттар-Прадеш (Индия)[21].
Вид Calomera funerea W.S. MacLeay, 1825 — обитает в Аруначал-Прадеш (Индия), Бутане, Химачал-Прадеш, Непале, Пакистане, Хайнань (Китай), Сиккиме (Индия), Дарджилинге (Индия) и Уттар-Прадеш (Индия)[22].

## Lebiinae—Харпалины
- Триба Lebiini Bonelli, 1810
Подтриба Lionychina Jeannel, 1948
Род Syntomus Hope, 1838
Вид Syntomus fuscomaculatus Motschulsky, 1844 — очень широкий ареал, в том числе Бутан[23].
Подтриба Pericalina Hope, 1838
Род Amblops Andrewes, 1931
Вид Amblops piceus Andrewes, 1931 — обитает в Бутане и Уттар-Прадеш (Индия)[24].
Подтриба Lebiina Bonelli, 1810
Род Lebia Latreille, 1802 — Лебии
Подрод Lebia s.str. — Лебии
Вид Lebia andrewesi Jedlicka, 1933c — обитает в Бутане и Юньнане (Китай)[25].

## Pterostichinae—Харпалины
- Триба Pterostichini Bonelli, 1810
Подтриба Pterostichina s.str.
Род Steropanus Fairmaire, 1888a
Вид Steropanus infissus Andrewes, 1937d — эндемик Бутана[26].
Род Pterostichus Bonelli, 1810 — Птеростихи
Подрод Pseudethira Sciaky, 1996e
Вид Pterostichus hedkeinekus Morvan, 1995a — эндемик Бутана[27].
Триба Zabrini Bonelli, 1810
Подтриба Amarina C. Zimmermann, 1831
Род Amara Bonelli, 1810: tab.syn. — Тускляки
Подрод Amara Bonelli, 1810 tab syn — Тускляки
Вид Amara darjelingensis Putzeys, 1877b — обитает в Аруначал-Прадеш (Индия), Бутане, Химачал-Прадеш, Кашмире, Непале, Хизанге (Тибет в Китае), Сиккиме (Индия), Дарджилинге (Индия) и Уттар-Прадеш (Индия)[28].
Вид Amara nila Andrewes, 1924a — обитает в Бутане, Химачал-Прадеш, Кашмире, Непале, Сиккиме (Индия), Дарджилинге (Индия) и Уттар-Прадеш (Индия)[29].
Подрод Bradytus Stephens, 1827
Вид Amara batesi Csiki, 1929b — обитает в Аруначал-Прадеш (Индия), Бутане, Химачал-Прадеш, Кашмире, Пакистане, Хизанге (Тибет в Китае), Юньнане (Китай), Сиккиме (Индия), Дарджилинге (Индия) и Уттар-Прадеш (Индия)[30].
Подрод Xenocelia Hieke, 2001
Вид Amara sikkimensis Andrewes, 1930 — обитает в Бутане, Химачал-Прадеш, Кашмире, Непале, Пакистане, Сычуани (Китай), Хизанге (Тибет в Китае), Юньнане (Китай), Сиккиме (Индия), Дарджилинге (Индия) и Уттар-Прадеш (Индия)[31].

## Brachininae—Бомбардир (жук)
- Триба Brachinini Bonelli, 1810
Подтриба Brachinina
Род Brachinus Weber, 1801
Подрод Metabrachinus Jeannel, 1949
Вид Brachinus hexagrammus Chaudoir, 1876d — обитает в Аруначал-Прадеш (Индия), Бутане, Химачал-Прадеш, Кашмире, Пакистане, Сиккиме (Индия), Дарджилинге (Индия) и Уттар-Прадеш (Индия)[32].
Вид Brachinus sexmaculatus Dejean, 1825 — обитает в Аруначал-Прадеш (Индия), Бутане, Химачал-Прадеш, Кашмире, Пакистане, Сиккиме (Индия), Дарджилинге (Индия) и Уттар-Прадеш (Индия)[33].

## Licininae
- Триба Chlaeniini Brulle, 1834
Подтриба Chlaeniina Brulle, 1834
Род Chlaenius Bonelli, 1810 — Слизнееды
Подрод Amblygenius LaFerte-Senectere, 1851
Вид Chlaenius quadricolor Olivier, 1790b — обитает в Афганистане, Бутане, Китае, Непале и Пакистане[34].
Подрод Chlaeniellus Reitter, 1908a
Вид Chlaenius fraterculus Maindron, 1899b — обитает в Бутане, Сиккиме (Индия) и Дарджилинге (Индия)[35].
Подрод Chlaeniostenus Kuntzen, 1919
Вид Chlaenius circumdatus Brulle, 1835b[36]
Подвид Chlaenius circumdatus subviridulus Mandl, 1978b — обитает в Бутане, Монголии, Сычуани (Китай) и Юньнане (Китай)[37].

## Platyninae
- Триба Platynini Bonelli, 1810
Подтриба Platynina s.str.
Род Xestagonum Habu, 1978a
Вид Xestagonum bhutanense Morvan, 1982b[38]
Подвид Xestagonum bhutanense bhutanense Morvan, 1982b — эндемик (?) Бутана[39][источник не указан 5411 дней].